# Dubneakî, Sarnî
Dubneakî (în ucraineană Дубняки) este un sat în comuna Ciudel din raionul Sarnî, regiunea Rivne, Ucraina.

## Demografie
Componența lingvistică a localității Dubneakî
     Ucraineană (100%)
Conform recensământului din 2001, toată populația localității Dubneakî era vorbitoare de ucraineană (100%).